# Meistriliiga 2021/2022 (lední hokej)
Sezóna Meistriliiga 2021/2022 (známá také jako Coolbet Hokiliiga podle sponzora) byla 82. sezónou Meistriliigy, nejvyšší úrovně ledního hokeje v Estonsku. Sezóna začala 25. září 2021 a skončila 23. dubna 2022. Ligy se účastnilo 6 týmú z Estonska a 1 tým z Lotyšska. Mistrem ligy se stal tým Tartu Välk 494.

## Týmy
| Tým          | Město        | Aréna                    | Kapacita |
| ------------ | ------------ | ------------------------ | -------- |
| HC Panter    | Tallinn      | Škoda Ice Arena          | 500      |
| HC Vipers    | Tallinn      | Ledová hala Tondiraba    | 5840     |
| HC Everest   | Kohtla-Järve | Ledová hala Kohtla-Järve | 700      |
| Viru Sputnik | Kohtla-Järve | Ledová hala Kohtla-Järve | 700      |
| Narva PSK    | Narva        | Ledová síň Narva         | 1300     |
| Välk 494     | Tartu        | Ledová síň Lõunakeskus   | 600      |
| HK Kurbads   | Riga         | Kurbads Ledus Halle      | 1500     |

## Systém soutěže
V základní části se všechny týmy utkaly vzájemně 4krát, dvakrát doma a venku, Potom první 4 týmy hrály play off o mistra ligy a konečné umístění.

## Základní část
| P  | Tým          | Záp | V  | V2 | P1 | P  | VG  | OG  | Body |
| -- | ------------ | --- | -- | -- | -- | -- | --- | --- | ---- |
| 1. | Välk 494     | 24  | 20 | 1  | 1  | 2  | 172 | 83  | 43   |
| 2. | HK Kurbads   | 24  | 17 | 0  | 2  | 5  | 143 | 78  | 36   |
| 3. | HC Everest   | 24  | 16 | 0  | 0  | 8  | 139 | 81  | 32   |
| 4. | HC Panter    | 24  | 13 | 1  | 1  | 9  | 103 | 90  | 29   |
| 5. | HC Vipers    | 24  | 7  | 2  | 0  | 15 | 104 | 131 | 18   |
| 6. | Narva PSK    | 24  | 4  | 1  | 1  | 18 | 97  | 173 | 11   |
| 7. | Viru Sputnik | 24  | 1  | 1  | 1  | 21 | 57  | 179 | 5    |

## Play off

#### Semifinále
- Välk 494 – HC Panter 2:0 (7:2, 6:1)
- HK Kurbads – HC Everest 2:1 (5:4, 1:5, 2:1)

#### O 3. místo
- HC Everest - HC Panter 1:2

#### Finále
- Välk 494 – HK Kurbads 3:0 (4:2, 4:2, 3:1)